# Francisco Ribera Gómez
Francisco Ribera Gómez (Madrid 1907, Barcelona 1996) Pintor español profesor de Bellas Artes en la escuela de San Jorge de Barcelona. Fue pintor al óleo y maestro.
Aprendió a pintar en el taller de su padre, José Ribera Blazquez, en Madrid, donde recibió influencia de románticos como Madrazo, Rosales o Esquivel, continuando a la Academia de San Fernando con profesores como José Moreno Carbonero, Julio Romero de Torres y Mateo Inurria Lainosa.
Llegó a ser reconocido como un buen pintor muy joven en la Exposición Nacional de Bellas Artes de Madrid de 1928 y 1930. En 1933 fue elegido para ilustrar la Feria Internacional de Barcelona y se quedó a vivir en Barcelona trabajando como director artístico de la empresa Walter Thompson. Sus temas más conocidos son los típicos de la España de la mitad del siglo XX con mujeres con flores y trajes. También hizo muchos retratos y algunos desnudos.
Con sus carteles ganó el concurso de carteles del baile de máscaras del Círculo de Bellas Artes en Madrid 1931.
Tras la Guerra Civil Española continuaron sus éxitos en las Exposiciones Nacionales de Bellas Artes (1941, 1948 y 1950), y comenzó su carrera docente, ejerciendo desde 1945 la cátedra de "Dibujo al Natural en Reposo" de Real Academia Catalana de Bellas Artes de Sant Jordi en Barcelona, de la que fue director, de 1964 a 1972, después de Frederic Marès.
Sus óleos fueron muy presentes en calendarios oficiales de empresas multinacionales de 1947 a 1977 por lo que recibió mucho reconocimiento fuera de España.
A 1946, fue llamado socio de honor de la Asociación Española de Pintores y Escultores. Un año más tarde por parte del Círculo de Bellas Artes de Madrid después de haber obtenido el premio del Ministerio de Educación Nacional en el salón del otoño. Académico de San Fernando desde 1967, también lo fue de la sevillana Academia de Bellas Artes de Santa Isabel desde 1971.
Fuera de España su obra se vio en varias exposiciones individuales en Cuba (1956 y 1958) y en Bruselas (1964), ciudad en la que en la Exposición Internacional de 1965, "Las Artes en Europa" obtuvo la medalla de oro del "Syndicat de initiatives de la Ville de Bruxelles". En el ámbito internacional recibió reconocimientos como el Diploma y Medalla de Oro de "Artes, Sciences, Lettres" de París a 1968, y fue caballero de La Orden de la República Italiana a 1973.
Siempre muy unido a las ciudades de Madrid y Barcelona, expuso de forma habitual en el Salón Cano de Madrid y en las barcelonesas Galerías Augusta, La Pinacoteca y Argos.
Fue pintor, jefe de taller de pintura y maestro profesional. Aunque era integrado en organizaciones multinacionales importantes, no estaba dentro del acuerdo internacional de la sobrevaloración de las pinturas al óleo si no que 2018, su obra es aún prácticamente fuera del mercado secundario, por su particular forma de vender su obra al gran público usando tecnologías modernas de reprografía de forma complementaria y pintando varias versiones del mismo tema de forma que consigue, cuando quiere, un precio accesible para la clase media de la España de la posguerra, resulta que muchas de sus obras son versiones casi iguales de determinados temas populares, su orientación comercial, bajo un concepto maduro de la originalidad, orientada no sólo a las grandes organizaciones si no a las clases más populares, se ve más similar a la de algunos pintores posteriores en el siglo XX.